# L’Or River
Der L’Or  River (vom franz. L’Or = Gold) ist ein Fluss im Osten von Dominica im Parish Saint David.

## Geographie
Der L’Or River entspringt in den Nordausläufern des Morne Trois Pitons, im Central Forest Reserve, ganz in der Nähe des Emerald Pool. Er fließt steil zunächst nach Norden, biegt dann nach Osten ein und verläuft fast parallel südöstlich zum Quellbach des Belle Fille River, in den er nach ca. 3,4 km, bei Fond Melle, von rechts und Westen mündet.